# Tuvalu i olympiska spelen
Tuvalu medverkade i olympiska spelen första gången 2008 i Peking. De har aldrig medverkat i de olympiska vinterspelen.
Tuvalu har aldrig vunnit någon medalj.

## Medaljer
| Guld | Silver | Brons | Totalt antal medaljer |
| ---- | ------ | ----- | --------------------- |
| 0    | 0      | 0     | 0                     |

### Medaljer efter sommarspel
| Spel                | Idrottare        | Guld | Silver | Brons | Totalt | Placering |
| Peking 2008         | 3                | 0    | 0      | 0     | 0      | –         |
| London 2012         | 3                | 0    | 0      | 0     | 0      | –         |
| Rio de Janeiro 2016 | 1                | 0    | 0      | 0     | 0      | –         |
| Tokyo 2020          | 2                | 0    | 0      | 0     | 0      | –         |
| Paris 2024          | 2                | 0    | 0      | 0     | 0      | –         |
| Los Angeles 2028    | framtida tävling |      |        |       |        |           |
| Brisbane 2032       | framtida tävling |      |        |       |        |           |
| Totalt              | Totalt           | 0    | 0      | 0     | 0      | –         |